# Jelcza
Jelcza – wieś w Polsce położona w województwie małopolskim, w powiecie miechowskim, w gminie Charsznica.

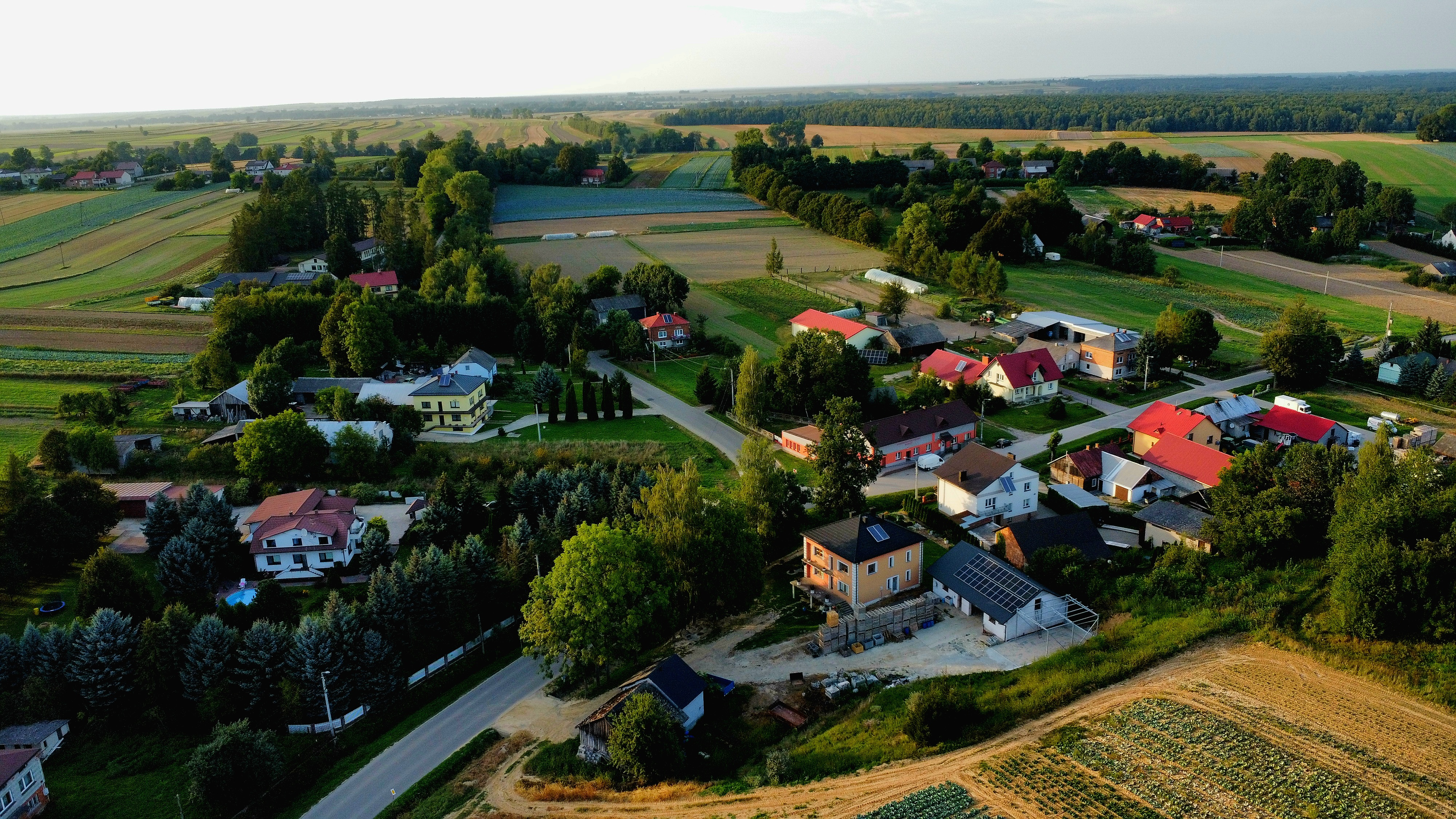

W latach 1975–1998 miejscowość administracyjnie należała do województwa kieleckiego.
| SIMC    | Nazwa      | Rodzaj    |
| ------- | ---------- | --------- |
| 0233537 | Gacki      | część wsi |
| 0233543 | Kopanina   | część wsi |
| 0233550 | Olszyny    | część wsi |
| 0233566 | Perzówka   | część wsi |
| 0233572 | Pod Chliną | część wsi |

Położona jest na granicy województwa małopolskiego a śląskiego, przy trasie Miechów – Żarnowiec. Ma 222 numerów domów. Graniczy z miejscowościami: Tczyca, Pogwizdów, Marcinkowice, Żarnowiec, Chlina, Wierzbie. Jej wschodnią granicę wyznacza rzeka Uniejówka.

## Osoby związane z Jelczą
- Marek Scelina - polski działacz społeczny, komisarz rządowy Kielc[6]